# Carnegie Institution for Science
Carnegie Institution for Science er en stiftelse, som blev grundlagt 1902 af Andrew Carnegie. Sit oprindelige navn Carnegie Institution of Washington (CIW) blev ændret 2007, fordi kun en del af anlægget er placeret i Washington, D.C..

## Hovedaktivitetsområder
I øjeblikket understøtter CIW videnskabelig forskning hovedsageligt på seks områder flere steder: plantebiologi (Institut for Plantebiologi ved Stanford University), Udviklingsbiologi (Institut for Embryologi i Baltimore ), global økologi (Institut for global økologi ved Stanford University), geovidenskab og planetologi og astronomi (Department of Terrestrial Magnetism, Washington D.C., og ved instituttets observatorium). De astronomiske projekter støttes af Carnegie Observatories (OCIW), en afdeling af Carnegie Institution for Science med base i Pasadena.

## Historie
Efter at have trukket sig tilbage fra erhvervslivet som filantrop, donerede Andrew Carnegie 10 millioner US dollar til et nyt videnskabsinstitut. Han informerede den amerikanske præsident Theodore Roosevelt om sin plan og udsøgte 27 personer til board of trustees (et stiftelsesråd). Nævnet mødtes til den første session den 29. januar 1902. Den første præsident for CIW var Daniel Coit Gilman (1831-1908), grundlæggeren af Johns Hopkins University.

## Astronomi og geofysik
En af stiftelsens første betydningsfulde modtagere i 1904 var George Ellery Hale. OCIW støttede færdiggørelsen af det 60-tommers hale-teleskop på Mount Wilson Observatory. I 1917 blev det større 100-tommer Hooker-teleskop færdiggjort med støtte fra OCIW. Et andet stort teleskop bygget med støtte fra Carnegie Institution of Washington var 200-tommer teleskopet ved Palomar-observatoriet mellem Los Angeles og San Diego i Californien. Det nuværende hoved-observatorium for Carnegie Institution of Washington er Las Campanas Observatory i Chile.
Department of Terrestrial Magnetism of the Carnegie Institution havde også et stort ry inden for geofysik.

### Genetik og Eugenik
I 1920 blev Eugenics Record Office i Cold Spring Harbor, Long Island fusioneret med Station for Experimental Evolution. Den nyoprettede forskningsenhed blev således genetikafdelingen for CIW. Laboratoriet blev støttet af CIW indtil 1939 (laboratoriet lukkede i 1944). Desuden understøtter CIW også genetisk forskning. Blandt de berømte begunstigede af stiftelsen kan er nobelprisvinderen Barbara McClintock.

### Maya-forskningen
CIW støttede arkæologisk forskning på Yucatán-halvøen mellem 1910 og 1940. Dette omfattede også udgravninger (under ledelse af Sylvanus Morley) af kendte maya-byer som Chichen Itza og Copán .

## Andre Carnegie-fonde
I 1910 oprettede Carnegie med 10 millioner US dollar en stiftelse under navnet Carnegie Endowment for International Peace.

## Fremtrædende forskere ved Carnegie Institution of Washington (udvalg)
- Edwin Hubble
- Charles Francis Richter
- Barbara McClintock
- Vera Rubin
- Andrew Fire